# 横浜・さとうのふるさと館
横浜・さとうのふるさと館（よこはま・さとうのふるさとかん）は、かつて横浜市鶴見区大黒町にあった、塩水港精糖の企業博物館である。

## 歴史
1997年（平成9年）5月に、事業への理解を広く深めることを目的として塩水港精糖横浜工場内に企業博物館を開館。名称は、江戸時代に徳川吉宗から命を受けた神奈川宿と川崎宿の住人が和糖の製法を確立したことと、横浜港が開港以降砂糖の輸入の中心地であったことなどから、「横浜・さとうのふるさと館」と名付けられた。
2001年に、横浜工場は塩水港精糖から太平洋製糖に譲渡。本館は2004年5月に閉館となった。

## 展示内容
砂糖でできた高さ4mの自由の女神像、サトウキビやテンサイの実物展示、砂糖に関する資料などがあった「シュガーハウス」、高さ20m×幅45mに積み上げられた原料糖、製造工程のパネル展示や各国で生産された原料糖を展示した「原材料ステージ」、横浜と砂糖の関係をパネル展示した「ふるさとロード」があり、ここで生産された砂糖を使ったティールームもあった。